# Australia ai Giochi della XXVII Olimpiade
L'Australia partecipò ai Giochi della XXVII Olimpiade, svoltisi a Sydney, Australia, dal 15 settembre al 1º ottobre 2000, con una delegazione di 628 atleti impegnati in trentaquattro discipline.

## Medaglie
| Medaglia | Atleta    | Sport      | Evento           |
| -------- | --------- | ---------- | ---------------- |
| Oro      | Australia | Pallanuoto | Torneo femminile |

## Risultati

### Calcio
- Uomini

| Atleta | Classifica |                      |
| --- | --- | -------------------- |
| V · D · M Nazionale olimpica australiana · Calcio ai Giochi Olimpici Estivi 2000 1 Milosevic · 2 Colosimo · 3 Lazaridis · 4 Foxe · 5 Skoko · 6 Laybutt · 7 Emerton · 8 Neill · 9 Viduka · 10 Wehrman · 11 Zane · 12 Blatsis · 13 Grella · 14 Rizzo · 15 Bresciano · 16 Čulina · 17 Curcija · 18 Turnbull · CT : Blanco | 15° |                      |
| Nazionale olimpica australiana · Calcio ai Giochi Olimpici Estivi 2000 | |                      |
| 1 Milosevic · 2 Colosimo · 3 Lazaridis · 4 Foxe · 5 Skoko · 6 Laybutt · 7 Emerton · 8 Neill · 9 Viduka · 10 Wehrman · 11 Zane · 12 Blatsis · 13 Grella · 14 Rizzo · 15 Bresciano · 16 Čulina · 17 Curcija · 18 Turnbull · CT: Blanco                                                                                   | 1 Milosevic · 2 Colosimo · 3 Lazaridis · 4 Foxe · 5 Skoko · 6 Laybutt · 7 Emerton · 8 Neill · 9 Viduka · 10 Wehrman · 11 Zane · 12 Blatsis · 13 Grella · 14 Rizzo · 15 Bresciano · 16 Čulina · 17 Curcija · 18 Turnbull · CT: Blanco | Australia (bandiera) |

- Donne

| Atleta | Classifica |                      |
| --- | --- | -------------------- |
| V · D · M Nazionale australiana femminile · Calcio ai Giochi Olimpici Estivi 2000 1 Wheeler · 2 McShea · 3 Starr · 4 Garriock · 5 Alagich · 6 Tann · 7 Forman · 8 Salisbury · 9 Murray · 10 Hughes · 11 Black · 12 Duus · 13 Ferguson · 14 Wainwright · 15 Hepperlin · 16 Wilson · 17 Golebiowski · 18 Trimboli · 19 Casagrande · 20 Small · 21 Taylor · 22 Butland · CT : Tanzey | 7° |                      |
| Nazionale australiana femminile · Calcio ai Giochi Olimpici Estivi 2000 | |                      |
| 1 Wheeler · 2 McShea · 3 Starr · 4 Garriock · 5 Alagich · 6 Tann · 7 Forman · 8 Salisbury · 9 Murray · 10 Hughes · 11 Black · 12 Duus · 13 Ferguson · 14 Wainwright · 15 Hepperlin · 16 Wilson · 17 Golebiowski · 18 Trimboli · 19 Casagrande · 20 Small · 21 Taylor · 22 Butland · CT: Tanzey                                                                                    | 1 Wheeler · 2 McShea · 3 Starr · 4 Garriock · 5 Alagich · 6 Tann · 7 Forman · 8 Salisbury · 9 Murray · 10 Hughes · 11 Black · 12 Duus · 13 Ferguson · 14 Wainwright · 15 Hepperlin · 16 Wilson · 17 Golebiowski · 18 Trimboli · 19 Casagrande · 20 Small · 21 Taylor · 22 Butland · CT: Tanzey | Australia (bandiera) |

### Pallacanestro
- Uomini

| Atleta | Classifica |
| --- | ---------- |
| V · D · M Nazionale australiana - Pallacanestro ai Giochi della XXVII Olimpiade - Torneo maschile 4 Smith · 5 Maher · 6 Mackinnon · 7 Cattalini · 8 Grace · 9 Anstey · 10 Gaze · 11 Heal · 12 Bradtke · 13 Longley · 14 Vlahov · 15 Rogers · All. Barry Barnes | 4°         |
| Nazionale australiana - Pallacanestro ai Giochi della XXVII Olimpiade - Torneo maschile |            |
| 4 Smith · 5 Maher · 6 Mackinnon · 7 Cattalini · 8 Grace · 9 Anstey · 10 Gaze · 11 Heal · 12 Bradtke · 13 Longley · 14 Vlahov · 15 Rogers · All. Barry Barnes                                                                                                   |            |

- Donne

| Atleta | Classifica |
| --- | ---------- |
| V · D · M Nazionale australiana - Pallacanestro ai Giochi della XXVII Olimpiade - Torneo femminile 4 Hill · 5 Burgess · 6 Brondello · 7 Timms · 8 Sandie · 9 Fallon · 10 Harrower · 11 Jackson · 12 Boyd · 13 Whittle · 14 Sporn · 15 Brogan · All. Tom Maher | Argento    |
| Nazionale australiana - Pallacanestro ai Giochi della XXVII Olimpiade - Torneo femminile |            |
| 4 Hill · 5 Burgess · 6 Brondello · 7 Timms · 8 Sandie · 9 Fallon · 10 Harrower · 11 Jackson · 12 Boyd · 13 Whittle · 14 Sporn · 15 Brogan · All. Tom Maher |            |

### Pallanuoto
- Uomini

| Atleta | Classifica |                      |
| --- | --- | -------------------- |
| V · D · M Nazionale maschile australiana di pallanuoto · Giochi olimpici - Sydney 2000 1 Boyd · 2 Denis · 3 Kovalenko · 4 Marsden · 5 Miller · 6 Neesham · 7 Oberman · 8 Owen-Jones · 9 Sterk · 10 Thomas · 11 Waterman · 12 Whalan · 13 Woods · CT : Cameron | 8° |                      |
| Nazionale maschile australiana di pallanuoto · Giochi olimpici - Sydney 2000 | |                      |
| 1 Boyd · 2 Denis · 3 Kovalenko · 4 Marsden · 5 Miller · 6 Neesham · 7 Oberman · 8 Owen-Jones · 9 Sterk · 10 Thomas · 11 Waterman · 12 Whalan · 13 Woods · CT: Cameron                                                                                         | 1 Boyd · 2 Denis · 3 Kovalenko · 4 Marsden · 5 Miller · 6 Neesham · 7 Oberman · 8 Owen-Jones · 9 Sterk · 10 Thomas · 11 Waterman · 12 Whalan · 13 Woods · CT: Cameron | Australia (bandiera) |

- Donne

| Atleta | Classifica |                      |
| --- | --- | -------------------- |
| V · D · M Nazionale femminile australiana di pallanuoto · Giochi olimpici - Sydney 2000 1 Weekes · 2 Higgins · 3 Miller · 4 Castle · 5 Mayer · 6 Hankin · 7 Woodhouse · 8 Hooper · 9 Watson · 10 Woods · 11 Gusterson · 12 Fox · 13 Mills · CT : István Gorgenyi | Oro |                      |
| Nazionale femminile australiana di pallanuoto · Giochi olimpici - Sydney 2000 | |                      |
| 1 Weekes · 2 Higgins · 3 Miller · 4 Castle · 5 Mayer · 6 Hankin · 7 Woodhouse · 8 Hooper · 9 Watson · 10 Woods · 11 Gusterson · 12 Fox · 13 Mills · CT: István Gorgenyi                                                                                          | 1 Weekes · 2 Higgins · 3 Miller · 4 Castle · 5 Mayer · 6 Hankin · 7 Woodhouse · 8 Hooper · 9 Watson · 10 Woods · 11 Gusterson · 12 Fox · 13 Mills · CT: István Gorgenyi | Australia (bandiera) |